# 第6フォルマント
『第6フォルマント』(だいろくフォルマント) は、平沢進の5枚目となるリメイク・アルバムである。平沢進のリメイク・アルバムとしては『変弦自在』より7年振りとなり、2017年12月21日に平沢進の自主レーベルであるケイオスユニオン/TESLAKITEよりデジタルアルバムとして発売された。

## 解説
平沢による朗読と既存曲 (セルフカバー及びライブ音源) を組み合わせた作品であり、朗読される文章はボックス・セット『HALDYN DOME』のブックレットに掲載されているもの。文章の内容はHALDYN DOMEの物語に沿って、楽曲と関連付けられた短文となっている。また、「ふいご吹きの男」はファンクラブ会報で連載されている「GHOST NOTES」として掲載された同題の文章を朗読したものである。
収録曲は、2015年から2016年にかけて行われたリスナー参加型企画「過去向く士・Ψヶ原の策謀」の一環で制作された。
アルバムが発売される以前は、平沢進の兄である平沢裕一が経営していたカフェバー「Gazio」の店内放送で音源が公開されていた。
販売は自主レーベルのオンラインショップでしか行われておらず、購入するには専用のアカウントを作成する必要があるが、2曲目の「コヨーテ」は公式ウェブサイトで無料ダウンロードが可能となっている。

## 収録曲
1. ハルディン・ホテル - Haldyn Hotel
2012年のライブ『PHONON2555』のライブ音源をベースに、Wボーカル処理と新録のギターソロが追加されている。原曲は1989年のアルバム『時空の水』収録。
2. コヨーテ - Coyote
新録音。原曲は1989年のアルバム『時空の水』収録。
3. 死のない男 - Immortal Man
2007年のライブ『PHONON2550』のライブ音源をベースに、一部の編集と新録のギターソロが追加されている。原曲は1991年のアルバム『Virtual Rabbit』収録。
4. 舵をとれ - Take the Wheel
原曲である1994年のアルバム『AURORA』収録版を一部使用した半新録音に、新録のギターソロとコーラスが追加されている。
5. 電光浴-再起動 - Electric Light Bathing - Reboot
新録音。原曲は1996年のアルバム『SIREN』収録。
6. ふいご吹きの男 - The Bellows Man
BGMは、核P-MODELの2004年のアルバム『ビストロン』収録曲の「アンチモネシア」をアレンジしたもの (『独立メディアのための無料音楽素材』で無料配信された「Antimonoid」) 。

## 参加ミュージシャン
- 平沢進 - ボーカル、ギター、シンセサイザー